# ارانیه‌دورپ
ارانیه‌دورپ (به هلندی: Oranjedorp) یک منطقهٔ مسکونی در هلند است که در امن (درنته) واقع شده‌است. این مکان برای اولین بار در سال 1867 با این نام ذکر شد. ارانیه‌دورپ ۴۲۰ نفر جمعیت دارد.